# Conlin McCabe

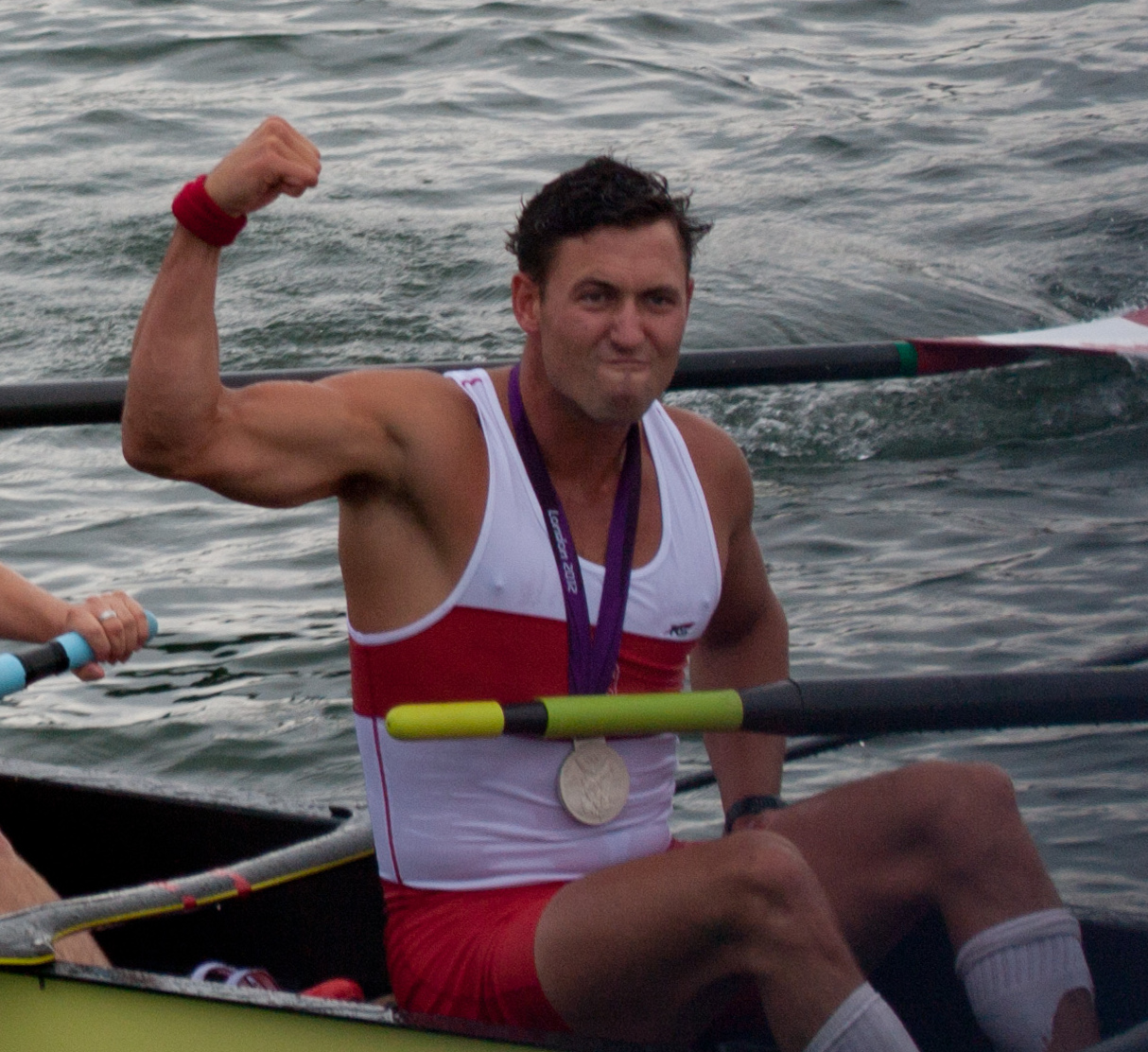
Conlin McCabe, 2012

Conlin McCabe (* 20. August 1990 in Brockville, Ontario) ist ein kanadischer Ruderer, der 2012 olympisches Silber im Achter gewann.

## Sportliche Karriere
McCabe belegte 2006 bei den Junioren-Weltmeisterschaften den vierten Platz im Vierer mit Steuermann, bei den Junioren-Weltmeisterschaften 2007 gewann er zusammen mit Anthony Jacob die Silbermedaille im Zweier ohne Steuermann. 2008 belegte McCabe mit dem kanadischen Achter hinter dem US-Großboot den zweiten Platz bei den U23-Weltmeisterschaften, 2009 folgte der vierte Platz im Vierer ohne Steuermann. Bei den Weltmeisterschaften 2009 in der Erwachsenenklasse belegte McCabe den vierten Platz im Zweier mit Steuermann. 2010 gewannen Anthony Jacob und Conlin McCabe im Zweier ohne Steuermann Silber bei den U23-Weltmeisterschaften.
Ebenfalls 2010 ruderte McCabe erstmals international im kanadischen Männer-Achter, bei den Weltmeisterschaften belegte das Boot als Sieger des B-Finales den siebten Platz. Seine erste Medaille im Erwachsenenbereich erhielt McCabe bei den Weltmeisterschaften 2011, als er mit dem Achter auf den dritten Platz hinter dem Deutschland-Achter und den Briten ruderte. 2012 stellte der kanadische Achter im Vorlauf des Ruder-Weltcups in Luzern mit 5:19,35 min eine Weltbestzeit auf, belegte im Finale aber nur den dritten Rang. Bei den Olympischen Spielen in London siegte der deutsche Achter vor den Kanadiern.
2013 wechselten mit Conlin McCabe, Robert Gibson und Will Crothers drei Ruderer aus dem Silber-Achter von 2012 in den Vierer ohne Steuermann, zusammen mit Will Dean belegte die Crew den 14. Platz bei den Weltmeisterschaften. 2014 ruderte im kanadischen Vierer Kai Langerfeld für Will Dean, bei den Weltmeisterschaften belegte der Vierer den fünften Rang. Im Jahr darauf ruderte der kanadische Vierer in der Besetzung Will Crothers, Tim Schrijver, Kai Langerfeld und Conlin McCabe auf den vierten Platz bei den Weltmeisterschaften 2015. Bei den Olympischen Spielen 2016 belegten die Kanadier den sechsten Platz.
2017 trat McCabe bei den Weltmeisterschaften in Sarasota im Doppelvierer an und belegte den sechzehnten Platz. 2018 in Plowdiw wurde er Achter mit dem Achter. Bei den Weltmeisterschaften 2019 in Linz/Ottensheim wurde er erneut Achter, diesmal zusammen mit Kai Langerfeld im Zweier ohne Steuermann. Bei den Olympischen Spielen in Tokio ruderten Langerfeld und McCabe auf den vierten Platz, im Ziel hatten sie 0,55 Sekunden Rückstand auf die drittplatzierten Dänen.